# Nomuka
Nomuka (auch Numuka, früher Rotterdam oder Namuka) ist eine 7,12 km² große Insel, die zum Königreich Tonga gehört. Die Insel weist einen seichten, sumpfigen Brackwassersee namens Ano Ava (Wortbedeutung: Sumpfloch) auf, mit drei kleinen Inseln: Puhoʻava, Loto (die größte Insel) und Tefisi. Noch seichter ist die südliche Ausbuchtung des Sees, Mamaha (Wortbedeutung: seicht). Der See erstreckt sich über eine Fläche von rund 2,5 km² und nimmt damit ein gutes Drittel der Inselfläche ein.
Die Insel liegt im Süden des Haʻapai-Archipels, im Norden der Nomuka Bank, der größten untermeerischen Bank der Tongainseln. Sie ist nur per Schiff zu erreichen und wird wöchentlich von Booten aus Nukuʻalofa und Lifuka angesteuert.
Die Bevölkerung nahm zwischen den Volkszählungen 1996 und 2021 von 550 auf 383 Einwohner ab.
Beim Vulkanausbruch des Hunga Tonga-Hunga Haʻapai im Januar 2022 wurden zahlreiche Häuser durch eine Tsunamiwelle zerstört oder beschädigt. Es gab mindestens einen Todesfall auf der 70 Kilometer vom Vulkan entfernten Insel.

## Einzelnachweise

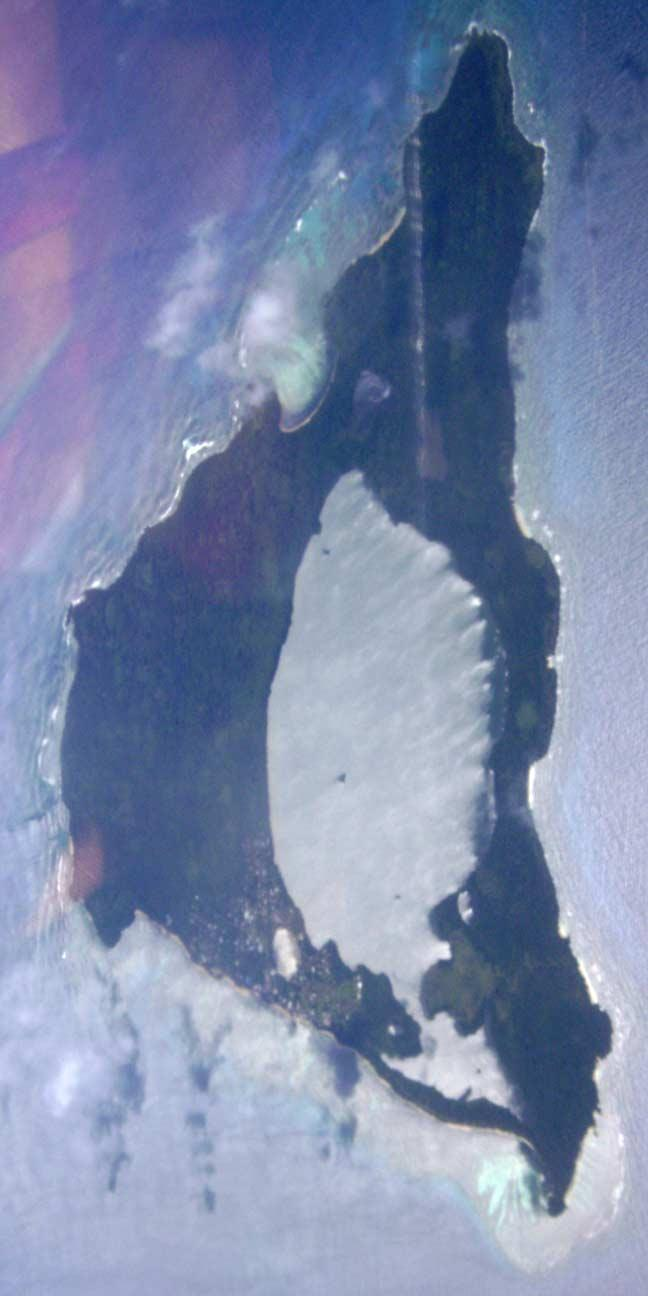
Luftaufnahme von Nomuka (verzerrt, da Schrägaufnahme)